# Bubba Ho-Tep (romanzo)
Bubba Ho-Tep è un romanzo breve di Joe R. Lansdale del 1994, a metà fra l'horror e la commedia.

## Storia editoriale
Bubba Ho-Tep è stato pubblicato per la prima volta nel 1994, nell'antologia di racconti The King is Dead, e da allora ha goduto di varie riedizioni.
La prima edizione italiana risale al 2004, pubblicato singolarmente per l'editore milanese Magenes. È stato poi incluso nell'antologia del 2014 Notizie dalle tenebre, con una nuova traduzione.

## Trama
Elvis Presley, invecchiato e moribondo, passa le sue giornate in un ospizio, dove tutti lo credono Sebastian Haff, un sosia di Elvis. In realtà il vero Elvis, stanco del successo e di tutto ciò ad esso legato, anni addietro aveva stretto un patto proprio con Haff: si sarebbero scambiati le vite, ma in ogni momento potevano riprendersele. Il patto, però, non venne mai rescisso, perché alla morte del falso Elvis, il vero venne ritenuto solo un mistificatore.
All'ospizio Elvis conosce Jack, un vecchio di colore che si crede il presidente John Fitzgerald Kennedy, scampato all'attentato subìto e chiuso in quella casa di degenza per nascondersi. I due legano subito perché, in un certo modo, sono sinceri l'un l'altro.
Ma strani avvenimenti turbano la pace dell'ospizio, troppi vecchi muoiono in circostanze misteriose. Nessuno però indaga, vista l'avanzata età delle vittime.
Ma Jack ha trovato sulla porta di un bagno dei geroglifici, rivelatesi ingiurie egizie, che dopo uno studio attento fanno pensare ad una mummia passata per la città proprio alcuni anni prima. Questa mummia, infatti, si è risvegliata dal lungo sonno maledetto dal faraone, ed ora si aggira per l'ospizio "succhiando" le deboli anime dei degenti.
Elvis e Kennedy decidono allora di unire le loro ben misere forze per porre fine alle scorribande della mummia, che per l'occasione ribattezzano Bubba Ho-Tep. Insieme redigono un piano per attirarla al varco e darle fuoco con uno spruzzatore di alcool da frizione, un accendino e dei cerini. Tuttavia, quella notte Bubba Ho-Tep si blocca non appena vede Elvis, mentre il piano era che l'ex cantante l'attirasse verso di sé. Jack corre addosso alla mummia con la sua carrozzella a motore, ma Bubba Ho-Tep non si fa sorprendere: lo colpisce con un braccio e si prepara a risucchiargli l'anima. La sedia a rotelle però prosegue la sua corsa verso Elvis, che vi monta sopra per fermare l'antico egizio: riesce a distoglierlo da Jack e ad appiccargli il fuoco, ma nella colluttazione finisce per schiantarsi nel greto del torrente vicino all'ospizio e spira, rassegnato a morire ma soddisfatto per il successo dell'impresa.

## Personaggi
- Elvis Presley / Sebastian Haff: ex re del rock
- John "Jack" Fitzgerald Kennedy: sedicente ex presidente degli Stati Uniti
- Bubba Ho-Tep: mummia egizia
- Callie: la figlia di Bull, vicino di letto di Sebastian Haff

## Cinema
Nel 2002 il regista Don Coscarelli adatta il romanzo breve di Lansdale e dirige il film omonimo, con Bruce Campbell nel ruolo di Elvis ed Ossie Davis in quello di Jack Kennedy.

## Edizioni
- (EN) Joe R. Lansdale, Bubba Ho-Tep, in The King is Dead, Night Shade Books, 1994, ISBN 1-892389-46-0.
- Joe R. Lansdale, Bubba Ho-Tep, collana i Misteri di Addictions, traduzione di Seba Pezzani, n. 10, Milano, Magenes, 2004, ISBN 88-87913-40-4.
- Joe R. Lansdale, Bubba Ho-Tep, in Notizie dalle tenebre, collana Stile libero Big, traduzione di Luca Briasco, Torino, Einaudi, 2014,  pp. 137-193, ISBN 978-88-06-22197-3.